# حامد کناریوند
حامد کناریوند (زادهٔ ۲۶ فروردین ۱۳۶۶ در ایلام) تکواندوکار سابق دعوت شده به اردوهای تیم ملی ایران است. او مدال طلای مسابقات آزاد تکواندو را در سال ۲۰۰۷ در صربستان و مدال طلای مسابقات آزاد جام جهانی تکواندو را در سال ۲۰۰۸ در منچستر کسب کرد. او همچنین به عنوان بهترین بازیکن این مسابقات انتخاب شد. او در مسابقات آزاد قهرمانی آسیا ۲۰۱۰ هند مقام اول را کسب کرد. و مقام سوم مسابقات قهرمانی باشگاه‌های آسیا ۲۰۰۷ ایران.